# PlanToys
PlanToys je thajský výrobce hraček. Společnost vznikla v roce 1981.

## Historie výroby
V roce 1982 začala společnost s výrobou předškolních pomůcek pro rozvoj jemné motoriky a logického uvažování.
V roce 1990 vyrobili první dům pro panenky
Od roku 2000 PlanToys postupně představila Tančíčciho krokodýla, balanční kaktus, zatloukačky, kostky s barevnou vodou, houpadla a strkadla, ekologický dům, vodní hračky, dětský nábytek atd.

## Sídlo společnosti a pobočky
Sídlo společnosti je v Thajsku, pobočky společnosti jsou v Japonsku, USA a Belgii. Zakladatel a prezident společnosti je Vitool Viraponsavan.